# Kammertheater München

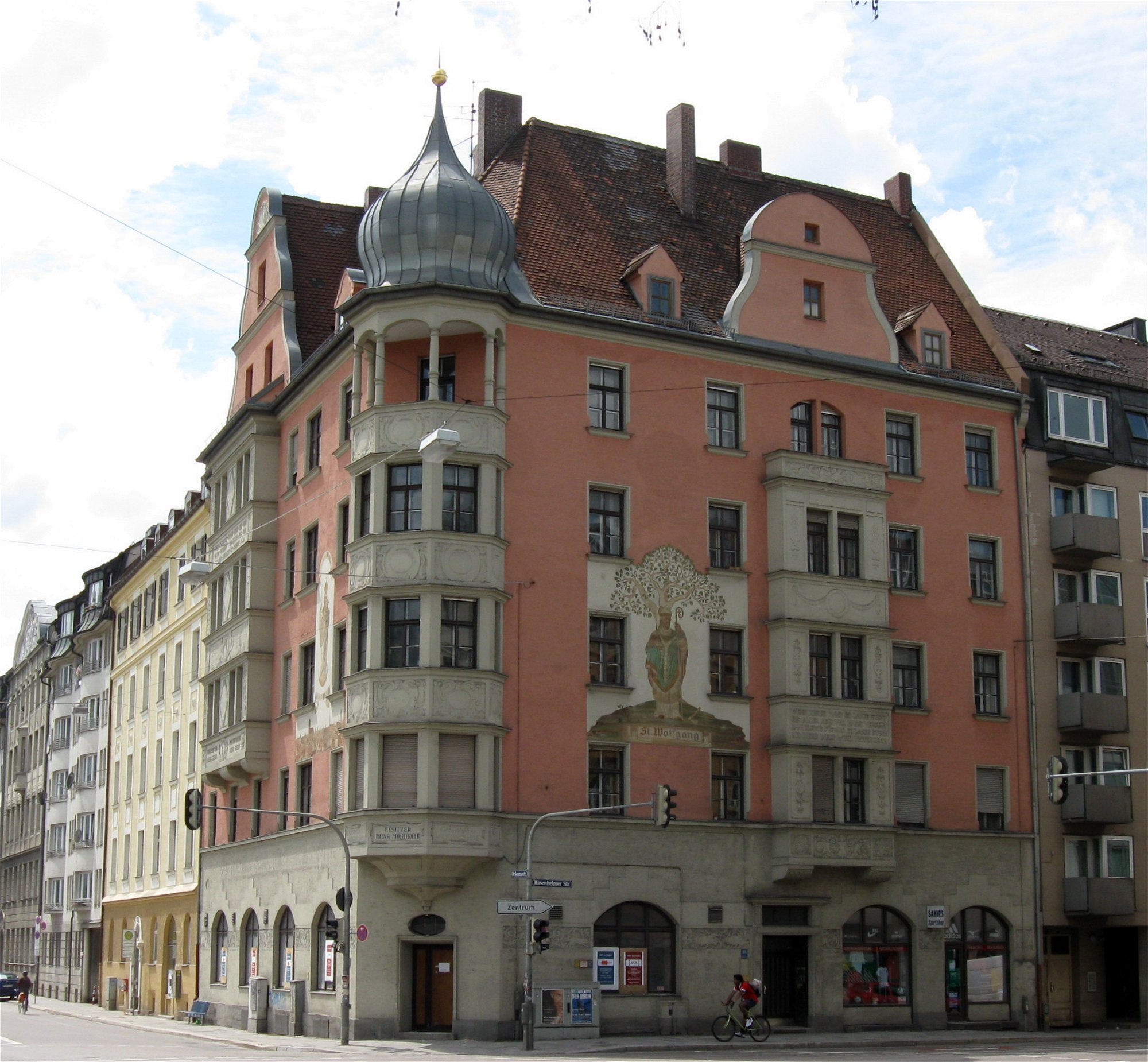
Letzte Spielstätte des Theaters in Haidhausen

Das Kammertheater München, früher Kammertheater Schwabing, war ein Privattheater in München.

## Geschichte
Das Theater entstand 2007 aus der Fusion der Ensembles des Theaters Zart & Zorn und des Theaters Shinewelt. Die Spielstätte befand sich ursprünglich über dem Schwabinger Lokal Drugstore, in den Räumen des ehemaligen Theaters Belle Etage – heute spielt dort das Heppel & Ettlich. Mit dem Umzug nach Haidhausen in das Theater rechts der Isar (im Einstein-Keller) im November 2009 erhielt das Theater seinen neuen Namen.
Bereits Ende Januar 2010 wurde das Theater heimatlos; der Mietvertrag für die gerade bezogenen Räume wurde nicht verlängert. Eine neue Spielstätte, wieder in Haidhausen, wurde bezogen. Hier schloss das Theater im Herbst 2011 endgültig.

## Einzelbelege
1. ↑  Anne Fritsch: Der Gauvorstand sperrt zu - Kammertheater München wird aus dem Einstein vertrieben. In: Süddeutsche Zeitung vom 25. Januar 2010

Koordinaten: 48° 7′ 31,8″ N, 11° 35′ 57,5″ O